# Мадонна с младенцем (картина Мабюза, Эрмитаж)
Мадонна с младенцем — картина нидерландского живописца XVI века Яна Госсарта (Мабюза). Её многочисленные копии хранятся в ряде музеев и собраний мира.

## История создания и художественные особенности
До 1524 года Ян Госсарт служил при дворе Филиппа Бургундского, епископа Утрехта. Затем патроном художника стал внучатый племянник последнего Адольф Бургундский, маркиз де Вере, адмирал Нидерландов. К этому периоду относится создание Госсартом «Мадонны с младенцем», заслужившей у современников большую популярность, о чём свидетельствует множество повторений и копий, из которых даже до наших дней дошло около полутора десятков.
Карел ван Мандер, в начале XVII века опубликовавший книгу биографий нидерландских художников, писал: 

«Когда Мабюз состоял на службе у маркиза де Вере, он также изобразил Мадонну, лик которой списал с супруги маркиза, а моделью для Младенца Иисуса послужил их ребенок. Она была выполнена так тонко, что любая из прочих его работ по сравнению с этой кажется грубой. Синяя одежда была столь прекрасна, что, казалось, она только что написана...»
Оригинальный текст (нид.) Mabuse heeft onder ander oock gheschildert een Mary-beeldt, terwijlen hy was in dienst van den Marquijs van der Veren, wesende de tronie ghedaen nae de Huysvrouw van den Marquijs, en t'kindeken quam nae haer kindt: dit stuck was soo uytnemende aerdigh, en soo suyver gheschildert, dat alles wat men anders van hem siet, daer by rouw gelijckt te wesen: een blaeuw laken was oock soo heel schoon, oft versch ghedaen waer gheweest...

'.
Адольф Бургундский состоял в браке с Анной ван Берген с 1509 года, их сын Хендрик родился 26 сентября 1519 года. Сопоставление изображения Мадонны с сохранившимися портретами Анны ван Берген позволило заключить, что ван Мандер упоминает именно эту картину.
Идея представлять простых смертных в образе святых вошла в моду в середине XV века и стала еще более популярной в начале XVI века, особенно в придворных кругах. При этом заказчик предполагал, что с ним будут ассоциировать добродетели святого.
Госсарт помещает позади фигур матери и ребенка раму-обманку из тёмного мрамора. Таким образом фигуры оказываются визуально выдвинуты в пространство зрителя. Этот приём, изобретённый Хансом Мемлингом, Мабюз многократно использовал как в изображениях Мадонны, так и в портретах. Другой приём, характерный для поздних работ Госсарта — фронтальное расположение персонажей, их взгляд, обращённый не друг на друга, а на зрителя.
Оригинал картины считается утраченным. Около пятнадцати копий, как авторских, так и исполненных другими художниками хранятся в крупнейших собраниях мира: Эрмитаже, музее Метрополитен, Дрезденской галерее, Королевских музеях Бельгии и других.

Картина из Эрмитажа, ранее считавшаяся копией утраченного оригинала, в 2025 году была представлена на выставке, посвящённой окончанию реставрации. Проведённый реставраторами дендрохронологический анализ позволил датировать доску годами жизни Госсарта. Стилистические особенности, выявленные после раскрытия позднейших записей и поновлений, подтверждают подлинность картины.
- Ян Госсарт, копия. Анна ван Берген и ее сын Хендрик в образе Мадонны с младенцем. Музей Метрополитен, США. 43,8 x 33 см. После 1522 г.[6]
- Ян Госсарт и мастерская. Мать и дитя (Анна ван Берген с сыном?). Дрезденская галерея, Германия. 43,5 х 33 см. После 1522 г[7].
- Ян Госсарт, копия. Мадонна с младенцем (Анна ван Берген и ее сын). Институт искусства Курто, Лондон. 43,5 x 33 см. После 1521 г.[8]
- Ян Госсарт, копия. Мадонна с младенцем. Художественный музей Брукс, Мемфис, США. 46,4 x 32,7 см. Около 1600 г.[9]